# Michelle Francl
Michelle M. Francl est une chimiste américaine, professeure de chimie et enseignante en chimie physique, chimie générale et modélisation mathématique au collège Bryn Mawr, depuis 1986.
Elle s'est fait connaître en développant une nouvelle méthodologie de chimie computationnelle, incluant un ensemble de base (6-31G* pour Na à Ar et les charges potentielles électrostatiques). Elle a obtenu un doctorat de l'université de Californie à Irvine en 1983.
En avril 2016, Michelle Francl a été nommée l'un des neuf chercheurs auxiliaires de l'Observatoire du Vatican, également connu sous le nom italien Specola Vaticana.

## Activités
Michelle Francl est membre du comité de rédaction du Journal of Molecular Graphics and Modelling, active au sein de l'American Chemical Society et auteure de The Survival Guide for Physical Chemistry.
Elle figure parmi les 1 000 chimistes les plus cités.
Le podcast de Michelle Francl, Introduction to Quantum Mechanics, a fait irruption dans le Top 100 d'iTunes en octobre 2004.
Elle écrit également actuellement pour Nature Chemistry,.

## Prix, récompenses
En 1994, elle a reçu le prix Christian R. et Mary F. Lindback du collège Bryn Mawr pour l'excellence de son enseignement.
Michelle Francl a reçu le prix de la section de Philadelphie de l'American Chemical Society 2019, qui récompense une personne « qui, par des réalisations scientifiques remarquables grâce à la recherche, a apporté d'importantes contributions aux connaissances de l'homme et a ainsi contribué à l'appréciation publique de la profession ».

## Publications
- (en) Michelle Francl, Survival Guide for Physical Chemistry, Lakeville (Minnesota), Physics Curriculum and Instruction, 2001, 136 p. (ISBN 0-9713134-0-7, OCLC 1259667245, LCCN 2001093987, présentation en ligne, lire en ligne).
- (en) Xianlong Wang, Frank B. Mallory, Clelia W. Mallory, Peter A. Beckmann, Arnold L. Rheingold et Michelle M. Francl, « CF3 rotation in 3-(trifluoromethyl)phenanthrene. X-ray diffraction and ab initio electronic structure calculations », Journal of Physical Chemistry A, vol. 110, no 11,‎ 2006, p. 3954-3960 (ISSN 1089-5639, e-ISSN 1520-5215, PMID 16539417, DOI 10.1021/jp056662y, S2CID 25966693, lire en ligne).
- (en) Jeanne W. Bundens, Pamela R. Seida, Deepa Jeyakumar et Michelle M. Francl, « An ab initio molecular orbital study of the reduction of carbonyls by alkylaluminum complexes », Journal of Molecular Graphics and Modelling, vol. 24, no 3,‎ décembre 2005, p. 195-202 (ISSN 1093-3263, OCLC 106293735, PMID 16126421, DOI 10.1016/j.jmgm.2005.06.005, S2CID 31788331, lire en ligne [PDF]).
- (en) Michelle M. Francl, « Exploring Exotic Kinetics: An Introduction to the Use of Numerical Methods in Chemical Kinetics », Journal of Chemical Education, vol. 81, no 1535,‎ octobre 2004, p. 1535 (ISSN 0021-9584, e-ISSN 1938-1328, OCLC 4589355155, DOI 10.1021/ed081p1535.2, S2CID 94712458).
- (en) Pamela R. Seida, Jeanne W. Bundens et Michelle M. Francl, « Ab initio MO study of the symmetrical and asymmetrical isomers of bridging alkynylaluminum and alkynylberyllium dimers », International Journal of Quantum Chemistry, vol. 95, no 6 « Tribute to Leland C. Allen »,‎ 2003, p. 806-809 (ISSN 0020-7608, e-ISSN 1097-461X, DOI 10.1002/qua.10690, S2CID 94929794).